# Ischiolepta polyankistrion
Ischiolepta polyankistrion är en tvåvingeart som beskrevs av William Russel Buck och Marshall 2002. Ischiolepta polyankistrion ingår i släktet Ischiolepta och familjen hoppflugor.
Artens utbredningsområde är Nepal. Inga underarter finns listade i Catalogue of Life.